# Nachwuchs-Basketball-Bundesliga 2019/20
Die Saison 2019/20 war die vierzehnte Spielzeit der Nachwuchs-Basketball-Bundesliga. Es war die erste Saison seit Gründung der Liga, die nach einem reformierten Spielmodus ausgetragen wurde. Sie begann im Oktober 2019 mit den Spielen der Hauptrunden A und B, auf die ab Februar 2020 eine Post Season mit mehreren Aufstiegs- und Abstiegsrunden sowie Play-offs zur Ermittlungen der Teilnehmer am Top-Four-Turniers hätte folgen sollen. Wegen der COVID-19-Pandemie in Deutschland wurde der Spielbetrieb am 12. März zunächst bis auf Weiteres ausgesetzt und am 25. März komplett eingestellt. Es gab keinen Meister.
Als amtierender Deutscher Meister ging FC Bayern München in die Saison. Das Endturnier um die deutsche Meisterschaft hätte am 16. und 17. Mai 2020 in Ludwigsburg stattgefunden, das damit zum zweiten Mal nach 2011 das Top-Four als Austragungsort gedient hätte.

## Modus
40 Mannschaften spielen aufgeteilt in Hauptrunde A (2 Gruppen mit je 8 Teams) und Hauptrunde B (4 Gruppen mit je 6 Teams). In den beiden Gruppen der Hauptrunde A spielen die Play-off-Teilnehmer der Vorsaison, in den Gruppen der Hauptrunde B die Mannschaften der Vorsaison, die sich sportlich für die Saison 2019/20 qualifiziert haben, sowie erfolgreiche Qualifikationsteilnehmer.
In der Hauptrunde A spielt jede Mannschaft zwei Spiele gegen die anderen Mannschaften ihrer Gruppe. Die besten 6 Mannschaften jeder Gruppe ziehen danach in die Play-offs ein, die die restlichen vier Mannschaften haben das Teilnahmerecht in der Hauptrunde B für die Folgesaison erworben.
Auch die Mannschaften der Hauptrunde B spielen zunächst im Ligamodus gegeneinander. Die besten zwei Mannschaften jeder Gruppe spielen danach eine Aufstiegsrunde gegeneinander. Die besten 4 Mannschaften der Aufstiegsrunde ziehen in die Play-offs ein, die restlichen vier Mannschaften haben das Teilnahmerecht für die Hauptrunde B der Folgesaison erworben. Die restlichen Mannschaften der Hauptrunde B spielen im Ligasystem eine Abstiegsrunde in zwei Gruppen. Die beiden Letztplatzierten jeder Abstiegsrundengruppe sind die Absteiger der Saison und müssen sich in der Folgesaison erneut qualifizieren. Die anderen Mannschaften der Abstiegsrunde spielen in der Folgesaison erneut in der Hauptrunde B.
Alle Play-off-Teilnehmer haben für die Saison 2020/21 das Teilnahmerecht an der Hauptrunde A erworben. Die Play-offs werden im Modus Best of three ausgetragen. Die vier besten Mannschaften ziehen in das Top-Four-Turnier ein. Der Gewinner des Top-Four ist deutscher Meister.

## Teilnehmer

### Qualifikation
Die NBBL-Qualifikation wurde am 22. und 23. Juni 2018 ausgetragen. Insgesamt 15 Mannschaften, die auf drei Gruppen aufgeteilt waren, traten in einem Rundenturnier gegeneinander an, wobei die vier bestplatzierten Mannschaften jeder Gruppe das Teilnahmerecht an der Hauptrunde B erhielten.
| Gruppe A                                                          | Gruppe B               | Gruppe C                          |
| ----------------------------------------------------------------- | ---------------------- | --------------------------------- |
| Basketball Löwen Erfurt                                           | ART Giants Düsseldorf  | Team Südhessen                    |
| Berlin Tiger Kreuzberg                                            | Uni Baskets Paderborn  | Mitteldeutsche Basketball Academy |
| Junior Löwen Braunschweig                                         | BG Göttingen Juniors   | Team Ehingen Urspring             |
| UBC/SCM Baskets Münsterland                                       | 1. FC Kaiserslautern   | USC Heidelberg                    |
| Dresden Titans                                                    | Young Gladiators Trier | Karlsruhe LIONS                   |
| unterstrichen = Veranstalter fett = für Hauptrunde B qualifiziert |                        |                                   |

### Gruppeneinteilung

#### Hauptrunde A
| Hauptrunde A (Nord)       | Hauptrunde A (Süd)                         |
| ------------------------- | ------------------------------------------ |
| AB Baskets                | Brose Bamberg / TSV Tröster Breitengüßbach |
| ALBA Berlin               | Eintracht Frankfurt / Skyliners Frankfurt  |
| Hamburg Towers            | FC Bayern München                          |
| Metropol Baskets Ruhr     | Internationale Basketball Akademie München |
| Rostock Seawolves Juniors | Nürnberg Falcons                           |
| Science City Jena         | Porsche BBA Ludwigsburg                    |
| TSV Bayer 04 Leverkusen   | ROTH Energie BBA Gießen 46ers              |
| YOUNG RASTA DRAGONS       | TenneT young heroes                        |

#### Hauptrunde B
| Hauptrunde B (Nord-Ost)           | Hauptrunde B (Nord-West)    | Hauptrunde B (Süd-Ost)     | Hauptrunde B (Süd-West) |
| --------------------------------- | --------------------------- | -------------------------- | ----------------------- |
| Basketball Löwen Braunschweig     | ART Giants Düsseldorf       | OrangeAcademy              | Young Gladiators Trier  |
| Berlin Tiger                      | Baskets Juniors Oldenburg   | HAKRO Merlins Crailsheim   | RheinStars Köln         |
| BG Göttingen Juniors              | Eisbären Bremerhaven        | s.Oliver Würzburg Akademie | Team Bonn/Rhöndorf      |
| Dresden Titans                    | Phoenix Hagen Juniors       | Team Urspring              | Team Südhessen          |
| Mitteldeutsche Basketball Academy | UBC/SCM Baskets Münsterland | TS Jahn München            | ratiopharm Ulm          |
| Niners Chemnitz Academy           | Uni Baskets Paderborn       | Young Tigers Tübingen      | USC Heidelberg          |

## Tabellen

### Hauptrunde A
- Bei Punktgleichheit entscheidet der direkte Vergleich
- Stand: Ende der Hauptrunde A[7]

|  | = Play-off-Plätze (Plätze 1 bis 6)                                       |
|  | = Teilnahmerecht für Hauptrunde B in der Saison 2020/21 (Plätze 7 und 8) |

#### Nord
| # | Team                      | Siege | Niederlagen | Punkte | Korbpunkte |
| - | ------------------------- | ----- | ----------- | ------ | ---------- |
| 1 | Alba Berlin               | 13    | 01          | 26     | 1215:895   |
| 2 | Hamburg Towers            | 09    | 05          | 18     | 1088:1054  |
| 3 | TSV Bayer 04 Leverkusen   | 09    | 05          | 18     | 1005:1013  |
| 4 | Rostock Seawolves Juniors | 07    | 07          | 14     | 1183:1156  |
| 5 | AB Baskets                | 07    | 07          | 14     | 946:987    |
| 6 | Science City Jena         | 06    | 08          | 11     | 1059:1086  |
| 7 | YOUNG RASTA DRAGONS       | 04    | 10          | 08     | 1093:1165  |
| 8 | Metropol Baskets Ruhr     | 01    | 13          | 02     | 1007:1240  |

#### Süd
| # | Team                                       | Siege | Niederlagen | Punkte | Korbpunkte |
| - | ------------------------------------------ | ----- | ----------- | ------ | ---------- |
| 1 | Porsche BBA Ludwigsburg                    | 14    | 0           | 28     | 1235:873   |
| 2 | FC Bayern München                          | 10    | 04          | 20     | 1143:879   |
| 3 | Eintracht Frankfurt / Skyliners Frankfurt  | 09    | 05          | 18     | 1119:982   |
| 4 | Internationale Basketball Akademie München | 09    | 05          | 18     | 1148:992   |
| 5 | Brose Bamberg / TSV Tröster Breitengüßbach | 07    | 07          | 14     | 1083:1054  |
| 6 | ROTH Energie BBA Gießen 46ers              | 05    | 09          | 10     | 1098:1085  |
| 7 | TenneT young heroes                        | 02    | 12          | 04     | 1028:1244  |
| 8 | Nürnberg Falcons                           | 0     | 14          | 0      | 730:1475   |

### Hauptrunde B
- Bei Punktgleichheit entscheidet der direkte Vergleich
- Stand: Ende der Hauptrunde B[7]

|  | = Teilnahme an Aufstiegsrunde (Platz 3 bis 6) (Plätze 1 und 2) |
|  | = Teilnahme an Abstiegsrunde (Platz 3 bis 6)                   |

#### Nordost
| # | Team                              | Siege | Niederlagen | Punkte | Korbpunkte |
| - | --------------------------------- | ----- | ----------- | ------ | ---------- |
| 1 | Berlin Tiger                      | 8     | 2           | 16     | 686:603    |
| 2 | Dresden Titans                    | 7     | 3           | 14     | 755:719    |
| 3 | Mitteldeutsche Basketball Academy | 5     | 5           | 10     | 773:739    |
| 4 | BG Göttingen Juniors              | 4     | 6           | 08     | 704:730    |
| 5 | Basketball Löwen Braunschweig     | 3     | 7           | 06     | 749:786    |
| 6 | Niners Chemnitz Academy           | 3     | 7           | 06     | 644:734    |

#### Nordwest
| # | Team                        | Siege | Niederlagen | Punkte | Korbpunkte |
| - | --------------------------- | ----- | ----------- | ------ | ---------- |
| 1 | Uni Baskets Paderborn       | 8     | 2           | 16     | 820:745    |
| 2 | Phoenix Hagen Juniors       | 6     | 4           | 12     | 804:776    |
| 3 | ART Giants Düsseldorf       | 6     | 4           | 12     | 763:743    |
| 4 | UBC/SCM Baskets Münsterland | 4     | 6           | 08     | 692:731    |
| 5 | Baskets Juniors Oldenburg   | 3     | 7           | 06     | 645:660    |
| 6 | Eisbären Bremerhaven        | 3     | 7           | 06     | 782:851    |

#### Südost
| # | Team                       | Siege | Niederlagen | Punkte | Korbpunkte |
| - | -------------------------- | ----- | ----------- | ------ | ---------- |
| 1 | Young Tigers Tübingen      | 7     | 3           | 14     | 833:705    |
| 2 | OrangeAcademy              | 7     | 3           | 14     | 824:694    |
| 3 | HAKRO Merlins Crailsheim   | 7     | 3           | 14     | 765:762    |
| 4 | TS Jahn München            | 5     | 5           | 10     | 766:817    |
| 5 | Team Urspring              | 3     | 7           | 06     | 722:787    |
| 6 | s.Oliver Würzburg Akademie | 1     | 9           | 02     | 654:799    |

#### Südwest
| # | Team                   | Siege | Niederlagen | Punkte | Korbpunkte |
| - | ---------------------- | ----- | ----------- | ------ | ---------- |
| 1 | Team Südhessen         | 10    | 0           | 20     | 931:601    |
| 2 | ratiopharm Ulm         | 07    | 03          | 14     | 726:636    |
| 3 | RheinStars Köln        | 05    | 05          | 10     | 699:677    |
| 4 | USC Heidelberg         | 04    | 06          | 08     | 714:782    |
| 5 | Team Bonn/Rhöndorf     | 04    | 06          | 08     | 765:776    |
| 6 | Young Gladiators Trier | 0     | 10          | 0      | 558:921    |

## Auf- und Abstiegsrunden

### Aufstiegsrunden
- Bei Punktgleichheit entscheidet der direkte Vergleich
- Stand: 16. März 2020[7]

|  | = Play-off-Plätze (Plätze 1 und 2)                                       |
|  | = Teilnahmerecht für Hauptrunde B in der Saison 2020/21 (Plätze 3 und 4) |

#### Nord
| # | Team                  | Siege | Niederlagen | Punkte | Korbpunkte |
| - | --------------------- | ----- | ----------- | ------ | ---------- |
| 1 | Phoenix Hagen Juniors | 5     | 1           | 10     | 469:435    |
| 2 | Uni Baskets Paderborn | 4     | 2           | 08     | 479:442    |
| 3 | Berlin Tiger          | 2     | 4           | 04     | 407:415    |
| 4 | Dresden Titans        | 1     | 5           | 02     | 389:452    |

#### Süd
| # | Team                  | Siege | Niederlagen | Punkte | Korbpunkte |
| - | --------------------- | ----- | ----------- | ------ | ---------- |
| 1 | OrangeAcademy         | 5     | 1           | 10     | 504:426    |
| 2 | Young Tigers Tübingen | 4     | 2           | 08     | 456:404    |
| 3 | Team Südhessen        | 3     | 3           | 06     | 448:466    |
| 4 | ratiopharm Ulm        | 0     | 6           | 0      | 386:498    |

### Abstiegsrunden
- Bei Punktgleichheit entscheidet der direkte Vergleich
- Stand: 16. März 2020[7]

|  | = Teilnahmerecht für Hauptrunde B in der Saison 2020/21 (Plätze 1 bis 6)    |
|  | = Kein automatisches Teilnahmerecht für die Saison 2020/21 (Plätze 7 und 8) |

#### Nord
| # | Team                              | Siege | Niederlagen | Punkte | Korbpunkte |
| - | --------------------------------- | ----- | ----------- | ------ | ---------- |
| 1 | ART Giants Düsseldorf             | 8     | 2           | 16     | 815:724    |
| 2 | BG Göttingen Juniors              | 7     | 3           | 14     | 781:760    |
| 3 | Mitteldeutsche Basketball Academy | 5     | 4           | 10     | 637:631    |
| 4 | UBC/SCM Baskets Münsterland       | 4     | 5           | 08     | 727:707    |
| 5 | Baskets Juniors Oldenburg         | 4     | 5           | 08     | 622:552    |
| 6 | Basketball Löwen Braunschweig     | 4     | 5           | 08     | 676:699    |
| 7 | Niners Chemnitz Academy           | 3     | 7           | 06     | 778:867    |
| 8 | Eisbären Bremerhaven              | 3     | 7           | 06     | 696:792    |

#### Süd
| # | Team                       | Siege | Niederlagen | Punkte | Korbpunkte |
| - | -------------------------- | ----- | ----------- | ------ | ---------- |
| 1 | HAKRO Merlins Crailsheim   | 8     | 01          | 16     | 730:634    |
| 2 | TS Jahn München            | 7     | 03          | 14     | 792:710    |
| 3 | Team Urspring              | 7     | 03          | 14     | 802:709    |
| 4 | s.Oliver Würzburg Akademie | 4     | 05          | 08     | 652:652    |
| 5 | RheinStars Köln            | 4     | 05          | 08     | 653:630    |
| 6 | USC Heidelberg             | 4     | 05          | 08     | 662:694    |
| 7 | Team Bonn/Rhöndorf         | 4     | 06          | 08     | 798:761    |
| 8 | Young Gladiators Trier     | 0     | 10          | 0      | 587:886    |

## Saisonende im Zuge der COVID-19-Pandemie
Durch die COVID-19-Pandemie, die seit Januar 2020 auch in Deutschland grassierte (siehe COVID-19-Pandemie in Deutschland), wurde der Spielbetrieb der NBBL gefährdet. Als Sicherheitsmaßnahme entschied man am 12. März 2020 zunächst, die Saison zu unterbrechen. Zu diesem Zeitpunkt waren die Hauptrunden A und B bereits ausgespielt. Am 25. März wurde schließlich der Saisonabbruch verkündet. Da die Hauptrunden bereits ausgespielt waren, standen die Auf- und Absteiger für die Saison 2018/19 bereits fest. Absteiger aus der Hauptrunde B, die sich für die Folgesaison erneut hätten qualifizieren müssen, gab es jedoch nicht. Auch wurde diese Saison zum ersten Mal seit Bestehen der Liga kein Meister gekürt.